# García Galíndez
Pour les articles homonymes, voir García et Galindez.
García Galíndez dit le Mauvais, (espagnol El Malo) mort vers 833, fut comte d'Aragon de 820 à 833.

## Biographie
Il est le fils de Galindo d'Aragon. Il épouse Matrona d'Aragon et devient le gendre d'Aznar Ier Galíndez, qu'il chasse en 820. Il épousa Nunilona, fille d'Eneko Arista. L'une d'elles était la mère de son fils Galindo Garcés qui lui succède dans le comté.